# إدغار إي. راند
إدغار إي. راند (بالإنجليزية: Edgar Eugene Rand) هو مسير أعمال أمريكي، ولد في 26 سبتمبر 1905 في سانت لويس في الولايات المتحدة، وتوفي في 26 أكتوبر 1955 في شيكاغو في الولايات المتحدة.